# 1815 في إيطاليا
فيما يلي قوائم الأحداث التي وقعت خلال عام 1815 في إيطاليا.

## ظهور
- 1 يناير – حلاق إشبيلية

## مواليد

### فبراير
- 9 فبراير – رافاييل كادورنا

### أغسطس
- 16 أغسطس – دون بوسكو أب الشبيبة و معلمها ، شفيع الشبيبة.

## وفيات

### يناير
- 17 يناير – جوفاني باتيستا مونتيجيا (مواليد 1762)

### أكتوبر
- 19 أكتوبر – باولو ماسكاني (مواليد 1755) طبيب إيطالي.